# Lista de rodovias estaduais de Goiás
Esta é uma lista de rodovias estaduais de Goiás. O estado possui 4.159 km de rodovias federais (dos quais 3.054 km pavimentados) e 20.738 km de rodovias sob jurisdição estadual (dos quais 9.803,90 km pavimentados), totalizando 24.897 km de rodovias. O controle delas é feito pela Polícia Rodoviária Estadual.

## Rodovias

### Radiais
- 010
- 020
- 040
- 050
- 060
- 070
- 080

### Rodovias longitudinais
- 108
- 110
- 112
- 114
- 116
- 118
- 132
- 139
- 142
- 147
- 151
- 154
- 156
- 162
- 164
- 173
- 174
- 178
- 180
- 184
- 188
- 194

### Rodovias transversais
- 206
- 210
- 213
- 215
- 217
- 219
- 220
- 221
- 222
- 225
- 230
- 236
- 237
- 239
- 241
- 244

### Rodovias diagonais
- 301
- 302
- 305
- 306
- 307
- 309
- 319
- 320
- 324
- 326
- 330
- 333
- 334
- 336
- 338
- 341
- 342
- 346
- 347
- 353

### Rodovias de ligação
- 401
- 402
- 403
- 404
- 405
- 406
- 407
- 408
- 409
- 410
- 411
- 412
- 413
- 414
- 415
- 416
- 417
- 418
- 419
- 420
- 421
- 422
- 423
- 424
- 425
- 426
- 427
- 428
- 429
- 430
- 431
- 432
- 433
- 434
- 435
- 436
- 437
- 439
- 440
- 441
- 442
- 443
- 444
- 445
- 446
- 447
- 448
- 449
- 450
- 451
- 452
- 453
- 454
- 455
- 456
- 457
- 458
- 459
- 460
- 461
- 462
- 463
- 464
- 465
- 466
- 467
- 468
- 469
- 470
- 471
- 472
- 473
- 474
- 475
- 476
- 477
- 478
- 479
- 480
- 481
- 482
- 483
- 484
- 485
- 486
- 498

### Rodovias ramais
- 501
- 502
- 503
- 504
- 505
- 506
- 508
- 509
- 510
- 511
- 512
- 513
- 514
- 515
- 516
- 517
- 518
- 519
- 520
- 521
- 522
- 523
- 524
- 525
- 526
- 527
- 528
- 529
- 530
- 531
- 532
- 533
- 534
- 535
- 536
- 537
- 538
- 539
- 540
- 541
- 542
- 543
- 544
- 545
- 546
- 547
- 548
- 549
- 550
- 551
- 552
- 553
- 554
- 555
- 556
- 557
- 558
- 559
- 560
- 561
- 562
- 563
- 569
- 576
- 585
- 587
- 591